# Kel Owey
Les Kel Awey ou Kel Owi, Kel Ewey (« Peuple du Taureau ») sont une confédération clanique touareg. Du XVIIIe siècle jusqu'à l'avènement de la domination coloniale française au début du XXe siècle, ils sont une puissance dominante dans les montagnes de l'Aïr du centre-nord du Niger.

## Histoire
Les Kel Awey ont, comme de nombreuses confédérations touareg, été à la fois un sous-groupe d'autres confédérations et le pouvoir dominant sur les autres clans. En 1740, les Kel Awey se déplacent vers le sud depuis l'Algérie moderne et détruisent la ville d'Assodé, saccagent Agadez, installent le sultanat d'Agadez sous leur contrôle et dispersent les Kel Ayr au sud et à l'ouest. La confédération est alors sous la suzeraineté directe des Anastafidet, seigneur des Kel Awey. 
Heinrich Barth traverse la vallée d'Aouderas avec une caravane transsaharienne Kel Awey en 1850, et rapporte que ce n'est que récemment que les Kel Awey ont chassé les Kel Gress et Kel Itesen vers le sud et l'ouest hors de la vallée. Lorsque les Français s'installent dans les années 1890, ils rencontrent la confédération nomade Kel Awey alliée à une confédération dirigée par les Kel Ayr, mais restant la puissance dominante des montagnes de l'Aïr au sud jusqu'au Damergou juste au nord de Zinder.

### Commerce du Sahara central
Tout au long du XIXe siècle, les Kel Awey contrôlent le centre de trois principales routes commerciales du Sahel ouest-africain à la Méditerranée. Les caravanes de Kel Awey transportent des peaux, de l'or, des plumes d'autruche et des esclaves au nord des frontières du califat de Sokoto, en commençant par Kano, Zinder, Agadez, l'Air, jusqu'à Ghat et Ghadames. Les Kel Awey contrôlent pendant un certain temps le commerce du sel et des dattes centré sur Agadez, appelé l'Azalaï. 
Ce commerce est complété par des céréales cultivées dans l'Aïr fertile par des classes touareg serviles liées, des communautés conquises et des esclaves travaillant dans des plantations dont Barth est témoin. Barth est resté dans une série de domaines détenus par la famille d'Annur, un noble Kel Awey de haut rang, ainsi que ceux détenus par l'Anastafidet lui-même, commentant leur taille étendue, leur répartition géographique et le manque relatif de restrictions sur les ouvriers qui sont, techniquement, souvent des esclaves de première génération. Depuis les plantations de dattes et les bassins salins du Kaouar, d'immenses caravanes transportaient les marchandises au sud jusqu'à Zinder et Kano.

### XXesiècle
Après avoir participé à un certain nombre de rébellions contre la domination française et avoir été particulièrement touchés par une série de famines dans la deuxième décennie des années 1900, les clans sont presque détruits, et certains autres de leurs éléments constitutifs sont largement subsumés par d'autres Touareg « Kel ». Les Kel Awey restent puissants dans le massif central de l'Aïr, notamment dans le plateau de Bagzane.